# スポーツ少年団
スポーツ少年団（スポーツしょうねんだん）とは、スポーツを通じて、青少年の健全育成を目的とする社会教育団体。一般にスポーツ少年団とよばれる「単位団」と、その上位に位置する市町村スポーツ少年団、都道府県スポーツ少年団、および全国組織の日本スポーツ少年団からなる。
スポーツ少年団（以下、単位団のことを指す）は社会体育として位置づけられる団体（クラブチーム）であり、クラブ活動のような学校の活動ではない。学校単位で活動するところが多いが、地域単位、または地域をまたいでの活動をする団もある。指導員は学校教員・一般人を問わず20歳以上であればよいが、所定の講習等を受けた指導者(スポーツ少年団認定員・コーチングアシスタント)が各団2名以上は必要である。

## 参加人口
日本スポーツ協会の資料によれば、平成28年度の登録人数は全国で70万1122人に上り、男子の1位はサッカー24.2％、2位野球23.4％、女子の1位バレーボール19.0％、2位バスケットボール17.0％などとなっている。
平成28年度現在、ラグビーやドッジボールの少年団の数はおよそ100程度。軟式野球の6,381、サッカー4,193に比べると少ない。
野球やサッカー、バレーボールなど様々な球技のスポーツ少年団が以前から存在しているが、かつてのスポーツ少年団は、圧倒的に野球が中心であった。しかし、漫画「キャプテン翼」の影響やJリーグ発足以降はサッカーも増え、漫画「スラムダンク」の影響でバスケットボールもメジャーになった。
採用される球技は地域ごとに異なり、また対外試合の結果などから「サッカーの盛んな地域」「野球の盛んな地域」などの特徴が出る。また、地域により例えば「男子はサッカー」「女子はバレーボール」のようなステレオタイプが形成されることもある。

## その他
学校教員が指導する場合は、放課後に学校の施設（運動場・体育館）の一部もしくは大半を占有する事が多く、それまで児童の「遊び場」として機能していたこれらの場所が、放課後においては遊び場としてフルに利用できなくなる懸念がある。
個人で開設された道場による柔道・剣道・空手などの武道も小学生を中心とした構成となる所が多く、保護者によりスポーツ少年団と等価な認識をされることがあるが、これらが必ずしもスポーツ少年団とは限らない。

## 活動種類（上記のものを含む）
| - 野球 - 軟式野球 - フットベースボール - ソフトボール - サッカー - フットサル - バレーボール - ミニバレーボール - ソフトバレーボール - バスケットボール - ミニバスケットボール - テニス - ソフトテニス - バドミントン - ラグビー - ハンドボール - ドッジボール - ホッケー - アイスホッケー - ゴルフ - ボウリング - ゲートボール | - カーリング - 卓球 - ティーボール - レスリング - トランポリン - ウェイトリフティング - フェンシング - アーチェリー - ボクシング - セーリング - カヌー - トランポリン - ローラースケート - スポーツチャンバラ - スケート - スキー - 陸上競技 - 水泳 - 体操 - エアロビクス - バトントワリング | - 剣道 - 柔道 - 空手道 - 少林寺拳法 - 合気道 - なぎなた - 相撲 - 馬術 - 日本拳法 - 弓道 - 銃剣道 - 綱引 - 山岳 - 武術太極拳 - 自転車（サイクリング等） - 鼓笛 - 太鼓 - 野外活動 - 複合種目 - リーダー会 - 少年団 |